# 泰安路社區
泰安路社區隸屬於浙江省湖州市南潯鎮，建於2001年7月，轄區範圍：東起寶善街（三清橋），西至嘉業路（南潯大橋），南起泰安路，北至長湖申線運河交界，包括姚家灘在內。本社區共有2018戶，總人口5557人，劃分為34個居民小組。社區內有住宅小區6個：磷肥小區、泰安小區（東區）、泰安小區（西區）、永安小區、電光小區、泰安商城商住樓；文明家庭1526戶，文明群樓5幢。社區居委會位於南潯鎮振潯路15弄38號。
泰安路社區位於鎮新老區結合處，主要街道由泰安路、寶善街、西木巷街、永安路、西大街組成。

## 外部連結
- 湖州市南潯鎮泰安路社區